# Leichtathletik-Weltmeisterschaften 2015/Teilnehmer (Kuba)
| Gelbes Symbol für Goldmedaillen mit stilisierten Olympischen Ringen | Graues Symbol für Silbermedaillen mit stilisierten Olympischen Ringen | Braundes Symbol für Bronzemedaillen mit stilisierten Olympischen Ringen |
| ------------------------------------------------------------------- | --------------------------------------------------------------------- | ----------------------------------------------------------------------- |
| 2                                                                   | 1                                                                     | —                                                                       |

Der Leichtathletikverband Kubas nominierte 35 Athleten für die Leichtathletik-Weltmeisterschaften 2015 in der chinesischen Hauptstadt Peking.

## Medaillen
Mit zwei gewonnenen Gold- und einer Silbermedaille belegte das kubanische Team Rang 10 im Medaillenspiegel.

### Medaillengewinner

#### Gold
- Yarisley Silva: Stabhochsprung
- Denia Caballero: Diskuswurf

#### Silber
- Pedro Pablo Pichardo: Dreisprung

## Ergebnisse

### Männer

#### Laufdisziplinen
| Athlet                                                                                | Disziplin    | Vorlauf     | Vorlauf | Halbfinale         | Halbfinale         | Finale             | Finale             |
| Athlet                                                                                | Disziplin    | Zeit        | Platz   | Zeit               | Platz              | Zeit               | Platz              |
| ------------------------------------------------------------------------------------- | ------------ | ----------- | ------- | ------------------ | ------------------ | ------------------ | ------------------ |
| Reynier Mena                                                                          | 200 m        | 20,37 s     | 22      | 20,56 s            | 22                 | nicht qualifiziert | nicht qualifiziert |
| Roberto Skyers                                                                        | 200 m        | 20,29 s     | 15      | 20,23 s            | 12                 | nicht qualifiziert | nicht qualifiziert |
| Raidel Acea                                                                           | 400 m        | –           | –       | –                  | –                  | –                  | –                  |
| Yoandys Lescay                                                                        | 400 m        | –           | –       | –                  | –                  | –                  | –                  |
| Richer Pérez                                                                          | Marathon     |             |         |                    |                    | DNF                | DNF                |
| Yordan O’Farrill                                                                      | 110 m Hürden | 13,64 s     | 26      | nicht qualifiziert | nicht qualifiziert | nicht qualifiziert | nicht qualifiziert |
| Jhoanis Portilla                                                                      | 110 m Hürden | 13,43 s     | 11      | DNF                | DNF                | –––                | –––                |
| Edel Amores Yaniel Carrero Reynier Mena Reidis Ramos César Yadiel Ruíz Roberto Skyers | 4 × 100 m    | –           | –       |                    |                    | –                  | –                  |
| Raidel Acea Adrián Chacón William Collazo Yoandys Lescay Osmaidel Pellicier (Reserve) | 4 × 400 m    | 2:59,80 min | 8       |                    |                    | 3:03,50 min        | 7                  |

#### Sprung/Wurf
| Athlet                | Disziplin  | Qualifikation | Qualifikation | Finale             | Finale             |
| Athlet                | Disziplin  | Weite/Höhe    | Platz         | Weite/Höhe         | Platz              |
| --------------------- | ---------- | ------------- | ------------- | ------------------ | ------------------ |
| Maykel Demetrio Massó | Weitsprung | 7,70 m        | 23            | nicht qualifiziert | nicht qualifiziert |
| Pedro Pablo Pichardo  | Dreisprung | 17,43 m       | 1             | 17,73 m            | Silber             |
| Roberto Janet         | Hammerwurf | 75,28 m       | 10            | 72,50 m            | 12                 |

#### Zehnkampf
| Athlet         | Disziplin | 100 m   | Weitsprung | Kugelstoßen | Hochsprung | 400 m   | 110 m Hürden | Diskuswurf | Stabhochsprung | Speerwurf | 1500 m  | Punkte  | Platz   |
| -------------- | --------- | ------- | ---------- | ----------- | ---------- | ------- | ------------ | ---------- | -------------- | --------- | ------- | ------- | ------- |
| Yordani García | Ergebnis  | 10,77 s | 6,82 m     | 14,54 m     | 2,04 m     | 48,67 s | DNF          | DNS        | DNS            | –         | –       | DNF     | DNF     |
| Yordani García | Punkte    | 912     | 771        | 761         | 840        | 877     | 0            | 0          | 0              | 0         | 0       | DNF     | DNF     |
| Leonel Suárez  | Ergebnis  | Reserve | Reserve    | Reserve     | Reserve    | Reserve | Reserve      | Reserve    | Reserve        | Reserve   | Reserve | Reserve | Reserve |
| Leonel Suárez  | Punkte    | Reserve | Reserve    | Reserve     | Reserve    | Reserve | Reserve      | Reserve    | Reserve        | Reserve   | Reserve | Reserve | Reserve |

### Frauen

#### Laufdisziplinen
| Athletin                                                                                      | Disziplin    | Vorlauf     | Vorlauf | Halbfinale         | Halbfinale         | Finale             | Finale             |
| Athletin                                                                                      | Disziplin    | Zeit        | Platz   | Zeit               | Platz              | Zeit               | Platz              |
| --------------------------------------------------------------------------------------------- | ------------ | ----------- | ------- | ------------------ | ------------------ | ------------------ | ------------------ |
| Arialis Gandulla                                                                              | 200 m        | 23,35 s     | 40      | nicht qualifiziert | nicht qualifiziert | nicht qualifiziert | nicht qualifiziert |
| Lisneidy Veitía                                                                               | 400 m        | 52,25 s     | 32      | nicht qualifiziert | nicht qualifiziert | nicht qualifiziert | nicht qualifiziert |
| Rose Mary Almanza                                                                             | 800 m        | 2:01,33 min | 23      | 2:00,38 min        | 20                 | nicht qualifiziert | nicht qualifiziert |
| Dailín Belmonte                                                                               | Marathon     |             |         |                    |                    | 2:56:18 h          | 51                 |
| Zurian Hechavarría                                                                            | 400 m Hürden | –           | –       | –                  | –                  | –                  | –                  |
| Daisurami Bonne Yaneisi Borlot Gilda Casanova Roxana Gómez Zurian Hechavarría Lisneidy Veitía | 4 × 400 m    | –           | –       |                    |                    | –                  | –                  |

#### Sprung/Wurf
| Athletin         | Disziplin      | Qualifikation | Qualifikation | Finale             | Finale             |
| Athletin         | Disziplin      | Weite/Höhe    | Platz         | Weite/Höhe         | Platz              |
| ---------------- | -------------- | ------------- | ------------- | ------------------ | ------------------ |
| Yarisley Silva   | Stabhochsprung | 4,55 m        | 9             | 4,90 m             | Gold               |
| Yaniuvis López   | Kugelstoßen    | 17,10 m       | 17            | nicht qualifiziert | nicht qualifiziert |
| Yirisleydi Ford  | Hammerwurf     | 69,43 m       | 15            | nicht qualifiziert | nicht qualifiziert |
| Denia Caballero  | Diskuswurf     | 65,15 m       | 1             | 69,28 m            | Gold               |
| Yaimé Pérez      | Diskuswurf     | 62,93 m       | 5             | 65,46 m            | 4                  |
| Yulenmis Aguilar | Speerwurf      | 60,52 m       | 18            | nicht qualifiziert | nicht qualifiziert |

#### Siebenkampf
| Athletin           | Disziplin | 100 m Hürden | Hochsprung | Kugelstoßen | 200 m   | Weitsprung | Speerwurf | 800 m       | Punkte | Platz |
| ------------------ | --------- | ------------ | ---------- | ----------- | ------- | ---------- | --------- | ----------- | ------ | ----- |
| Yorgelis Rodríguez | Ergebnis  | 13,73 s      | 1,86 m     | 13,54 m     | 25,04 m | 5,83 m     | 43,27 m   | 2:30,47 min | 5932   | 21    |
| Yorgelis Rodríguez | Punkte    | 1017         | 1054       | 763         | 883     | 798        | 730       | 687         | 5932   | 21    |